# Dirk Müller
Dirk Müller (Bad Hersfeld, 4 agosto 1973) è un ex ciclista su strada tedesco, professionista dal 1997 al 2013.
Nel 2006 ha vinto il campionato tedesco in linea Elite.

## Palmarès
- 1993 (Dilettante)

2ª tappa Giro di Baviera
- 1995 (Dilettante)

10ª tappa Rheinland-Pfalz-Rundfahrt
Classifica generale Sachsen-Tour International
- 1996 (Dilettante)

5ª tappa Giro delle Regioni (Porto Sant'Elpidio > Sarnano)
Rund um den Sachsenring
Prologo Niedersachsen Rundfahrt (Norderney, cronometro)
- 1997 (Team EC-Bayer Worringen)

Rund um die Hainleite
Prologo Giro di Baviera (Marktoberdorf, cronometro)
- 1998 (Team Deutsche Telekom)

Prologo Giro di Baviera (Lohr am Main, cronometro)
2ª tappa Giro di Baviera (Staffelstein > Kulmbach)
7ª tappa Sachsen-Tour International (Dresda > Dresda)
- 2006 (Team Sparkasse)

Campionati tedeschi, Prova in linea
- 2007 (Team Sparkasse)

Köln-Schuld-Frechen
Berlin-Bad Freienwald-Berlin
- 2008 (Team Sparkasse)

5ª tappa Cinturón Ciclista Internacional a Mallorca (Castell de Bellver > Castell de Bellver)
Classifica generale Cinturón Ciclista Internacional a Mallorca
1ª tappa Grand Prix of Sochi (Kudepsta > Mosca)
3ª tappa Grand Prix of Sochi (Dagomys > Mosca)
Classifica generale Grand Prix of Sochi
5ª tappa Troféu Joaquim Agostinho (Torres Vedras > Torres Vedras)
- 2009 (Team Nutrixxion-Sparkasse)

Rund um den Sachsenring
- 2010 (Team Nutrixxion-Sparkasse)

Pomerania Tour
Prologo Tour of China (cronometro)
5ª tappa Tour of China
Classifica generale Tour of China

### Altri successi
- 1997

Criterium di Kleve
- 2006

Rund um die Sparkasse
Rund um das Stadttheater
- 2007

Criterium di Aichach
Criterium di Edermünde
- 2008

Criterium di Edermünde
- 2009

Criterium di Edermünde
- 2011

Criterium di Edermünde

## Piazzamenti

### Competizioni mondiali
- Campionati del mondo

Lugano 1996 - In linea Elite: ritirato